# 塚越規
塚越 規（つかごし ただし、1979年12月28日- ）は、日本のCMディレクター、映像監督。

## 人物
- 1979年神奈川県出身。2002年多摩美術大学グラフィックデザイン学科を卒業し、東北新社企画演出部に入社。
- 2008年12月 東北新社を退社。
- 2009年フリーランスになり単身渡米。
- 2010年「THE DIRECTORS GUILD」に参加。日本でのフリーランスの活動を再開。
- Yahoo! JAPAN インターネットクリエイティブアワード2007、2008 一次審査委員（ノンインタラクティブ）
- SKIPシティ国際Dシネマ映画祭 2013 短編部門 審査委員

## CM
- シド / M＆W「貞子ショック」篇（出演：貞子）
- 水道橋重工 クラタス「プロモーションビデオ」
- 水道橋重工 クラタス「How to ride KURATAS」（出演：永江杏奈）
- LOTTE ACUO「部長課長」篇（出演：松坂桃李、森下能幸、原金太郎）
- スバル ステラ「説明会」篇（出演：ナインティナイン）
- キリンビバレッジ / 大人のキリンレモン「キャプテン」篇（出演：長谷部誠）
- 三国志カードバトル「テーマソング」「みんなやってる」篇
- キリンビバレッジ / 休む日の0.00%「いつもがんばっているから」篇（出演：佐々木則夫、安田美沙子）
- カネボウ / うるり「IKKO 乾燥してない」篇（出演：IKKO、中丸シオン）
- カネボウ / うるり「IKKO おすすめ」篇（出演：IKKO、中丸シオン）
- キーエンス「その会社、キーエンス！ Part2」篇（出演：イレブンプレイ）
- H.I.S「旅スマ」篇（出演：中居正広、稲垣吾郎）
- アクエリアス ビタミンガード「今日も充実っす」篇（出演：綾瀬はるか）
- entag!「愛はKAT-TUN」篇（出演：KAT-TUN）
- キンチョー コンバット「 アイドルユニット 」篇（出演 : 舞踏冠）
- Yahoo! BB ホワイトプラン「 花粉症 」「 490円 」篇（出演 : 上戸彩、声の出演 : ダンテ・カヴァー）
- LOTTE ACUO「映画館」「フォーンブース」「シャーク」「サンタモニカ」「キューティーハニー」篇（出演:伊勢谷友介、尾野真千子、山田麻衣子、三津谷葉子）
- LOTTE チョココ 「チョココドコ」篇
- LOTTE ブラックブラック 「ゴルゴ13」篇
- LOTTE HERSHEY 「ファクトリー」篇
- 森永製菓 ウイダーinゼリー「朝、勝負する男」篇（出演:浜田雅功）
- ソフトバンクモバイル 予想外「名刺」篇 ゴールドプラン「女子大生」篇 ホワイトプラン「ホークス」篇（出演:ダンテ・カーヴァー）
- NTT東日本 スカパー!光「地デ爺さま」篇（出演:香取慎吾）
- NTT東日本 フレッツ光 08 「新生活・ガムテープ」「新生活・タンスの裏の10円玉」「新生活・新しい定期」篇 （出演:中居正広、香取慎吾、稲垣吾郎）
- 明治アーモンドチョコレート「ダンス」「ドラム」篇（出演:中居正広、稲垣吾郎）
- NTTドコモ DoCoMo2.0「基本料いきなり半額（ヒーロー）」篇（出演:蒼井優 、瑛太）
- モバゲータウン モバゆび「タクシー」「会議室」「基地」「ポータル」篇 （出演:菅原永二、松井涼子）
- UVERworld BUGRIGHT「キス」篇（出演:肘井美佳）
- 角川書店 角川文庫「雨宿り」「血」篇（出演:宮崎あおい）
- クレディワールド セレクトビューティ「Garden Party」篇
- 参議院議員選挙2007 「考える時間」「記事の中の自分」（出演:香里奈、佐藤隆太）
- キャタピラージャパン 「ペイント」篇
- ゼブラ マッキー 「記者会見」「サイン会」篇 （出演:ベッキー）
- ケンタッキーフライドチキン GoGoキャンペーン 「冷蔵庫・武士・合唱」「謝罪・アカペラ・田中」篇 （出演:田中要次、山中聡、野間口徹）
- au by KDDI 「球児達の夏」篇 （出演:仲間由紀恵）
- 片岡物産 アストリアコーヒー 「世界のどこかの農園主豹変」篇
- カンロ キシリCのど飴 「カーリング」篇 （出演:大島美幸、村上知子、黒沢かずこ）
- カネボウ Freshel 「朝は忙しい」「ハリつや明るい顔」「ササッと上質肌」篇 （出演:小林聡美）
- C1000 レモンウォーター「NEW ボトル-登場-」篇 （出演:榮倉奈々）
- アサヒフードアンドヘルスケア クリーム玄米ブラン 「ヘルシーな午後3時」篇
- コナミ タイムホロウ 「谷原さん」篇 （出演:谷原章介）
- 九州電力 BBIQ 「ラブレター」「BBIQがつなぐ」篇
- ソニー・コンピュータエンタテインメント torne「クラウドサーフィン」篇（出演：平野靖幸）
- ハインツ 煮込みハンバーグソース「弾む主婦」篇
- LOTTE ブラックブラック「ポップアート」篇（出演：ファンキーモンキーベイビーズ、デューク東郷）
- フジテレビ フリーター、家を買う。「番組スポットCM」（出演：二宮和也）
- AEON TOP VALU COLLECTION「着替え」「ガーデニング」「料理」「キャッチボール」篇（出演：佐藤隆太）
- マルハン「アニメ」「ソロソング」篇（出演：和田アキ子、つぶやきシロー）
- トーキョー☆ブックマーク「夏のバカンス」篇（出演：岩田さゆり）
- 常盤薬品工業 眠眠打破「プロ」篇
- SHARP 中国ケータイ「HAND DANCE」篇（中国でO.A）
- マルハン「7のチカラ」「人生にヨロコビを」「7祭」篇（出演：アントニオ猪木、和田アキ子）
- モバゲータウン 海賊トレジャー「本物海賊」「海賊自慢」「合唱」篇
- ZIMA「ZIMAの味はキスの味」「キスしてもいいですか？」篇（出演：木下優樹菜、水上剣星）
- 参天製薬 サンテFXネオ「仕事効率」「ビジネスマナー」「身だしなみ」篇（出演：岡田将生、富田たかし）
- 明治乳業 VAAM「スイッチオン」篇（出演：松岡修造）
- ソニーミュージック「徳光さん」篇（出演：德光和夫）
- モバゲータウン 怪盗ロワイヤル「シチュエーション」篇（出演：菅原永二、神農幸）
- サンスター「エンジェルズ」篇
- エイブル「笑顔ではじまる」篇（出演：櫻井翔）
- Honda Life「人生ゲーム」篇
- Cinelymics!「サムライカチンコ」「スピリチュアルカメラマン」「マッスルAD」「ラッパーカメラマン」篇（出演：北村昭博、Jason McDonald、Sardar Candyman Khan）(アメリカで制作、O.A）
- Pedigree（Spec CM）「invisible」篇（アメリカで制作）
- KIRIN「私たちは2011年を忘れない」篇（出演：サッカー日本女子代表、サッカー日本代表）
- ヘーベルハウス「3階でやってみたいこと！」篇
- BSデジタル放送「24チャンネル」篇（声の出演：ケンドーコバヤシ）
- JINRO ゆるまっこり「ゆるして ゆるまっこり」篇（出演：笛木優子）
- KIRIN「ありがとう、なでしこジャパン」篇（出演：サッカー日本女子代表）
- KIRIN「僕たちは、もっと強くなる」篇（出演：サッカー日本代表）
- SHARP AQUOS PHONE「楽しいこと満載」』篇（出演：マルコ）
- 味の素 ノ・ミカタ「しじみ娘 登場」篇（出演：小野まりえ、沼田由花 ）
- カネボウ 潤 うるり「うるり体操」篇（出演：中丸シオン）
- Yahoo! Japan「ケンサクのYahoo!」篇（出演：平田薫 (タレント)）
- ログとも「ファッションショー」篇（出演：KAT-TUN）
- PS3 / torne トルネ「クラウドサーフィン」篇（出演：平野靖幸）
- SHARP 中国スマートフォン「CUBE」篇（中国でO.A）
- Adidas「THE NEW FOOTBALL」（出演：宮本恒靖）
- Adidas「ACE / X」（出演：武藤嘉紀、香川真司、内田篤人、宇佐美貴史、柴崎岳、南野拓実、齋藤学、槙野智章）
- Adidas「RENGI PREMIER」（出演：武藤嘉紀、香川真司、内田篤人、宇佐美貴史、柴崎岳、南野拓実、齋藤学、槙野智章）
- KIRIN / Mets オレンジ「悟空」篇　（出演：悟空、ベジータ、悟飯、ピッコロ、クリリン、天津飯、亀仙人）
- KIRIN / Mets グレープ「フリーザ」篇　（出演：フリーザ）
- 東ハト / キャラメルコーン「キャラメルコーンダンス」篇
- LINE / ゲットリッチ「決めようぜ」篇　（出演：葵わかな）
- LINE / ゲットリッチ「ゲットリッチの歌」　（出演：葵わかな）
- アコム「土日」篇、「スマホ」篇　（出演：永作博美）
- アコム / ACマスターカード「セットチェンジ」篇『 楽器屋 』篇　（出演：永作博美）
- TOYO TIRES「COMPETE!」篇　（出演：ACミラン 本田圭佑、ジェレミー・メネス、アディル・ラミ、リッカルド・モントリーヴォ、フィリッポ・インザーギ）
- 旭化成 / サランラップ「くっつきたい」篇　（出演：我妻三輪子）
- EPSON / カラリオ「Rock Shock 年賀」篇　（出演：渡辺麻友）
- EPSON / カラリオ「Rock Shock ちいサメ」篇、「Rock Shock エイさん」篇　（出演：渡辺麻友）
- アコム「スマホ」篇、「土日」篇　（出演：永作博美）
- アコム「金利０円サービス」篇　（出演：永作博美）
- アコム / ACマスターカード「ラガーマンズヘルプ」篇　（出演：永作博美）
- スプライト「スプラッシュカート・ZUSHI FES」篇
- スプライト「スプラッシュカート・夏」篇　（出演：奈緒）
- 旭化成 / サランラップ「出会い」篇　（出演：小野ゆり子）
- 旭化成 / サランラップ「つつもうか」篇　（出演：小野ゆり子）
- アコム「はじめての試合」篇　（出演：永作博美）
- アコム「応援」篇　（出演：永作博美）
- スプライト「スプラッシュカート」篇　（出演：大見謝葉月）
- KIRIN「日本中が肩を組む」篇　（出演：アルベルト・ザッケローニ）
- アース製薬 / アースジェット「オン ザ ステージ」篇　（出演：郷ひろみ）
- アコム「はじめての試合」篇　（出演：永作博美）
- スバル / キャッシュバックキャンペーン「イイ女はつらいよ」篇　（出演：吉瀬美智子、大久保佳代子）
- アコム / ACマスターカード「タマゴ」篇　（出演：永作博美）
- アコム / ACマスターカード「喫茶店」篇　（出演：永作博美）
- Gungho / パズドラZ「突撃 男性」篇　（出演：亀梨和也、田口淳之介）
- Gungho / パズドラZ「突撃 女性」篇　（出演：小島瑠璃子、足立梨花、佐野ひなこ）
- Gungho / パズル＆ドラゴンズ「コーラス隊とパズドラ」篇 『 おはやし隊とパズドラ 』篇
- 日清食品 / ラ王「ラ王品質」篇　（出演：西島秀俊）
- 三菱地所「三菱地所を見に行こう / 住まい / 丸の内グローバル」篇　（出演：桜庭ななみ）
- 三菱地所「三菱地所を見に行こう / グローバル ( ニューヨーク )」篇　（出演：桜庭ななみ）
- 旭化成 / サランラップ「プロポーズだったんだ」篇　（出演：岡田准一、岡田茉奈）
- 日本コカ・コーラ / マテ茶「リオのカーニバル」篇
- Gungho / パズル＆ドラゴンズ「ようこそ、パズドラへ」篇　（出演：椿直）
- リアル脱出ゲーム「巨大神殿からの脱出」　（ナレーター：Ward Sexton）
- KIRIN 企業「子どもたちからの手紙」篇　（出演：小西舞優、中西永輔）
- T&H / スカルピーーノ「登場」篇　（出演：山崎弘也、パンツェッタ・ジローラモ）
- フジテレビ / 15” Theatre「残念な声の女」　（出演：真木よう子、中原丈雄）
- スバル「天使と悪魔 / 乗るだけOK」篇、「天使と悪魔 / アイサイト」篇　（出演：吉瀬美智子、平成ノブシコブシ）
- カネボウ / うるり「かくれジミ知ってる？」篇　（出演：IKKO、SHELLY）
- SoftBank「ストレートトーク」篇　（出演：樹木希林、北大路欣也、樋口可南子、前田敦子）
- SoftBank「リレートーク」篇　（出演：ゴールデンボンバー 他）
- KIRIN / のどごし生「ようこそ！」篇　（出演：山口智充）
- BSジャパン「記者会見」篇、「兵士」篇、「相続」篇
- フジテレビ / 15" Theatre「霊に好かれる男」　（出演：三浦友和、矢部太郎、東加奈子、玄里）
- コブクロ / ALL SINGLES BEST 2「年末の女達へ」篇　（出演：菊井亜希、理絵、松原汐織、勝俣幸子、玄里）
- 三井住友銀行「ふたりの幸せ「はじめよう」篇　（出演：駿河太郎、肘井美佳）
- 参天製薬 / サンテ40「カルメン」篇　（出演：高田純次）
- 明治 / アミノコラーゲン「日本の冬」篇　（出演：リン・チーリン）

## MV
- JUJU「ただいま」（出演：肘井美佳・川津博行）
- 奥田民生「拳を天につき上げろ」（出演：奥田民生）
- ASIAN KUNG-FU GENERATION「アフターダーク」（出演：宮崎将）
- Sunbrain「僕&ハーモニー」
- CANCION「青春の影」（出演：森岡龍）
- CANCION 「春風」（出演:細田よしひこ・小阪由佳）
- PUSHIM「誓い feat. MIHIRO ～マイロ～」（出演：駒野友一）
- C&K「上京がむしゃら物語」
- KAT-TUN「CHANGE UR WORLD」
- Smile for Japan「手のひらを太陽に」（出演：パパイヤ鈴木）
- MAN WITH A MISSION「Dive」（出演：MAN WITH A MISSION・綾野剛）
- ウカスカジー「勝利の笑みを 君と」（出演：ウカスカジー・球舞・コンドルズ）
- ウカスカジー「時代」（出演：ウカスカジー）
- SKA SKA CLUB「Best day of my life」（出演：SKA SKA CLUB・平田薫）
- 神聖かまってちゃん「きっと良くなるさ」

## Short Movie
- AdFest2006 Short Film Session 日本代表作品「→」（出演:水橋研二）
- GyaO 深津絵里のブラックコメディ「TAXI episode1~3」（出演:深津絵里）
- 富士通 FMV Web Movie ウサタクの話 第2話、第3話 （出演:菊地凛子)
- 参議院議員選挙2007 Web Movie「隆太の部屋」（出演:佐藤隆太)
- Friend-Ship Project 第1弾 「卒業旅行」篇 （出演:平田薫、田野アサミ、上原香代子)
- Friend-Ship Project 第2弾 「夏休み」篇 （出演:池田鉄洋、奥貫薫、一ノ瀬聖崇)
- Friend-Ship Project 第4弾 「ゆうなの夏休み」篇 （出演:大森南朋、桜井幸子、田中明)
- 毎日放送 ど人生 第4話～第9話 「笑う女」「間違えられた男」「ターミナルの女」「小林さん家のクルマ」「もの凄くいい話をする男」「招かれた女」 （イラスト・声の出演も）
- Friend-ship project 第7弾「 キミを助手席に乗せて 」（出演：石田えり、塩見三省、野間口徹）
- 東京ガスストーリー２「第２話 土鍋より愛をこめて」篇（出演：小西真奈美、楽しんご）
- 東京ガスストーリー２「第３話 恋するあなたはセーフティー」篇（出演：小西真奈美、後藤輝基）

## 主な受賞
- 2007年 文化庁メディア芸術祭 審査委員会推薦作品 Short Movie「→」
- 2007年 エディンバラ国際映画祭 ミラーボール メイド イン ジャパン 上映作品 Short Movie 「→」
- 2008年 エディンバラ国際映画祭 ミラーボール メイド イン ジャパン 上映作品 Short Movie 「リモコン」
- 2007年 ACC CMフェスティバル ブロンズ ソフトバンクモバイル 予想外「名刺」篇
- 2007年 ACC CMフェスティバル ファイナリスト UVERworld BUGRIGHT「キス」篇
- 2007年 ACC CMフェスティバル ファイナリスト セレクトビューティ「Garden Party」篇
- 2008年 ACC CMフェスティバル ブロンズ ど人生 「日記」篇
- 第60回 広告電通賞 優秀賞 角川書店 角川文庫「血」篇
- SPACE SHOWER TV Music Video Award '08
  - BEST ROCK VIDEO WINNER 『アフターダーク／ASIAN KUNG-FU GENERATION』
- 2010年 IAA日本ベスト広告賞 FOX特別賞　SHARP「HAND DANCE」篇
- 2011年 NYフェスティバル シルバー ZIMA「KISS A ZIMA」篇
- 2012年 文化庁メディア芸術祭 エンターテイメント部門優秀賞 水道橋重工クラタス
- 2013年 ACC CMフェスティバル ブロンズ BSジャパン「兵士」「相続」篇
- 2014年 ミュージック・ジャケット大賞 ノミネート MAN WITH A MISSION「Tales of Purefly」